# Wojna domowa w Dżibuti
Wojna domowa w Dżibuti – konflikt zbrojny toczony w latach 1991–1994 między rządzącą partią – Ludowym Zgromadzeniem na rzecz Postępu (RPP), a opozycją – Frontem Przywrócenia Jedności i Demokracji (FRUD).

## Tło
27 czerwca 1977 roku Dżibuti, dotychczas kolonia francuska, proklamowało niepodległość. Nowe niepodległe państwo zostało członkiem ONZ, OJA i Ligi Państw Arabskich.
Na czele młodej Republiki Dżibuti jako prezydent stanął przywódca Afrykańskiej Ligi Ludowej na Rzecz Niepodległości Hasan Guled Aptidon. Od tego czasu w kraju trwał konflikt rywalizujących ze sobą ugrupowań politycznych, z jednej strony opozycji zjednoczonej we Froncie na rzecz Przywrócenia Jedności i Demokracji w skrócie: FRUD, złożonego głównie z członków plemienia Afarów, z drugiej sił popierających rząd – Issów. Afarowie, którzy dominowali w instytucjach publicznych w czasach kolonialnych, zarzucali liczniejszym Issom dyskryminację w życiu publicznym w niepodległym już państwie.
W 1981 Hasan Guled Aptidon uzyskał reelekcję. Prezydent wprowadził w kraju rządy dyktatorskie, a jego partia, Ludowe Zgromadzenie na rzecz Postępu (RPP), stała się jedynym legalnym ugrupowaniem. W 1987 Aptidon został wybrany po raz trzeci na urząd prezydenta. W 1991 konflikt polityczny przerodził się w etniczną wojnę domową pomiędzy rządzącymi Issami i opozycyjnymi Afarami.

## Przebieg konfliktu
Wojna domowa w Dżibuti wybuchła w listopadzie 1991, kiedy to Afarowie rozpoczęli walkę partyzancką na północy kraju. Doszło tam do oblężenia miast Tadżura i Obock, ponadto rebelianci zdobyli również wszystkie lokalne posterunki wojskowe.
18 grudnia 1991 wojska rządowe w stolicy kraju Dżibuti otworzyły ogień do zgromadzonego tłumu, w wyniku czego zginęło 59 osób.
W lutym 1992 doszło do interwencji wojsk francuskich. Ponadto Francja próbowała mediować pomiędzy stronami konfliktu, jednak pokojowe rokowania z listopada 1992 i maja 1993 nie przyniosły pożądanych rezultatów.
W konsekwencji, w czerwcu 1993 armia rządowa przeszła do ofensywy, która doprowadziła do odzyskania większości terenów wcześniej zajętych przez rebeliantów. Ciężkie walki spowodowały emigrację tysięcy cywili do Etiopii.
Po francuskiej interwencji w 1992 prezydent Aptidon wprowadził pozory demokracji, uchwalił konstytucję i ogłosił nowe wybory; zostały one jednak zbojkotowane przez opozycję, która oskarżyła rząd o manipulowanie ich wynikami. Konflikt zakończył się 26 grudnia 1994 roku podpisaniem porozumienia pokojowego pomiędzy FRUD a rządem.
Po podpisaniu pokoju w Dżibuti odnotowywano sporadyczny niewielki opór zbrojny ze strony opozycji. Dwóch członków FRUD otrzymało stanowiska w rządzie Dżibuti. Podczas wyborów prezydenckich w 1999 FRUD wspierał kampanię prezydencką Isamila Omara Guelleha z RPP. 12 maja 2001 doszło do podpisania ostatecznego porozumienia.